# 史特拉斯堡機場
斯特拉斯堡国际机场（法語：Aéroport international de Strasbourg），商业名称为斯特拉斯堡-恩赛姆机场（法語：Aéroport de Strasbourg-Entzheim），是法国斯特拉斯堡的国际机场。

## 统计
请参阅源Wikidata查询.